# Halové mistrovství Evropy v atletice 2009 – trojskok mužů
Trojskok mužů na halovém mistrovství Evropy v atletice 2009 se konalo v italském Turíně ve dnech 6. března až 8. března 2009; dějištěm soutěže byla hala Oval Lingotto. Ve finálovém běhu zvítězil reprezentant Itálie Fabrizio Donato.
| Umístění         | Sportovec           | 1     | 2     | 3     | 4     | 5     | 6     | Výkon            |
| ---------------- | ------------------- | ----- | ----- | ----- | ----- | ----- | ----- | ---------------- |
| Zlatá medaile    | Fabrizio Donato     | X     | X     | X     | X     | 17,59 | -     | 17,59 m WL NR CR |
| Stříbrná medaile | Viktor Jastrebov    | 16,94 | 17,25 | -     | -     | X     | X     | 17,25 m PB       |
| Bronzová medaile | Igor Spasovchodskij | 16,71 | X     | 13,82 | 17,15 | 16,82 | 16,69 | 17,15 m          |
| 4.               | Karl Taillepierre   | X     | X     | 16,80 | 17,12 | 16,84 | 17,03 | 17,12 m PB       |
| 5.               | Dzmitry Dziatsuk    | X     | 16,16 | 16,88 | X     | X     | 16,07 | 16,88 m          |
| 6.               | Jevgenij Plotnir    | 15,75 | 16,81 | 16,64 | 14,51 | 16,53 | 16,19 | 16,81 m          |
| 7.               | Jaanus Uudmäe       | X     | 16,13 | X     | X     | 16,73 | 16,31 | 16,73 m          |
| 8.               | Jules Lechanga      | 16,15 | 16,60 | 15,40 | X     | 16,15 | 16,64 | 16,64 m          |